# Atik

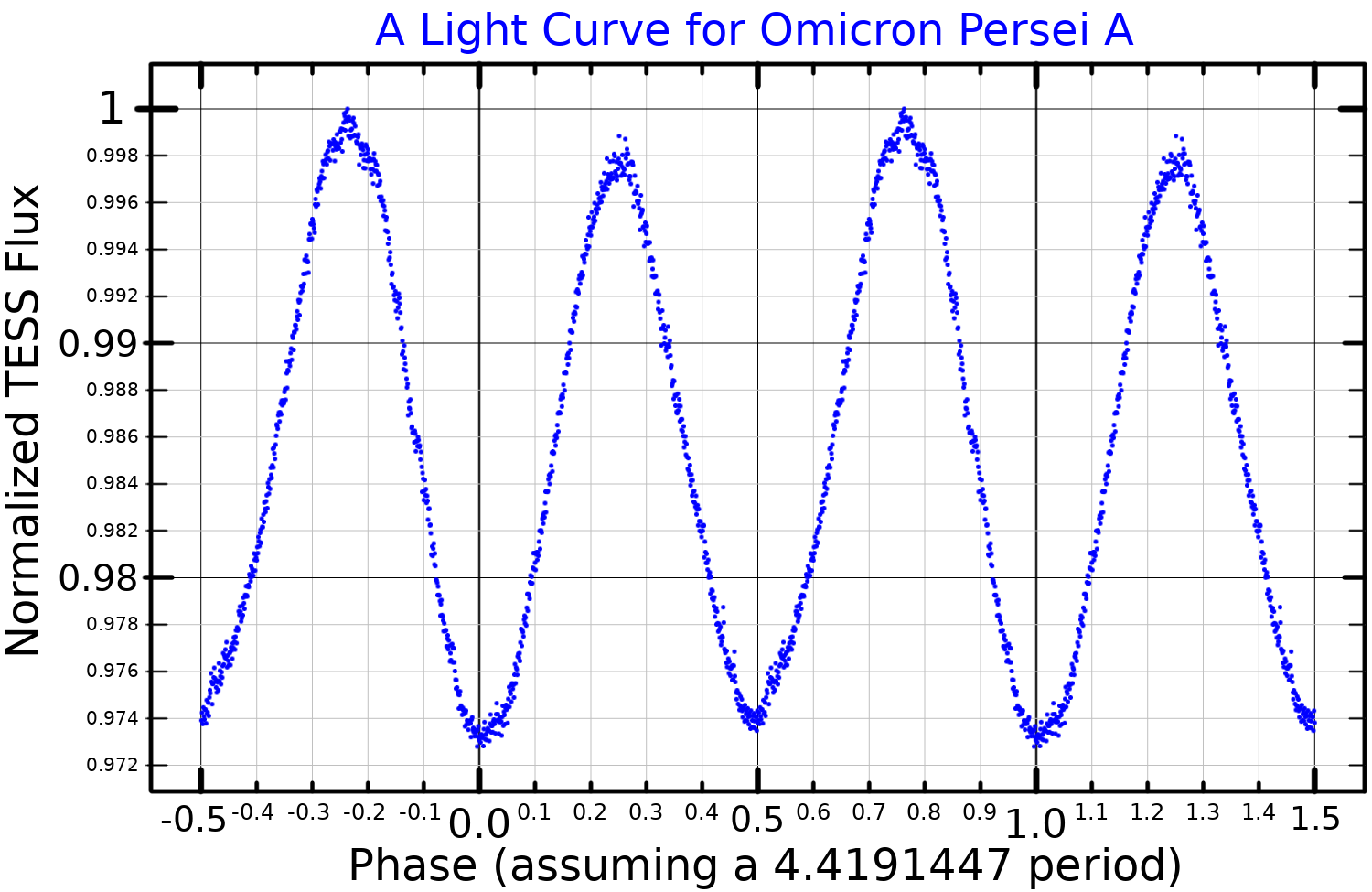
Lichtkromme van Omikron Persei A

Atik (omikron Persei) is een drievoudige ster in het sterrenbeeld Perseus met een afstand van 1079 lichtjaar. Omi Per A met schijnbare magnitude 3,9 is een spectroscopische dubbelster bestaande uit een blauwe reuzenster (spectraalklasse B1III) en een dwergster (B2V) die elke 4,5 dag om elkaar heen draaien. De derde component (Omi Per B) met schijnbare magnitude 6,7 is 1,2 boogseconden verwijderd. 

## IC 348
Drie boogminuten ten zuiden van Atik is de open sterrenhoop IC 348 te vinden.